# Seznam postav seriálu Kouzelná Beruška a Černý kocour
Tento článek je seznamem postav z animovaného seriálu Kouzelná Beruška a Černý kocour.

## Hlavní postavy
| Postava | Dabing | Dabing             | Dabing                                                                             | Řady     | Řady     | Řady   | Řady     | Řady     |
| Postava | Český | Francouzský        | Anglický                                                                           | 1        | 2        | 3      | 4        | 5        |
| --- | --- | ------------------ | ---------------------------------------------------------------------------------- | -------- | -------- | ------ | -------- | -------- |
| Marinette Dupain-Chengová / Kouzelná Beruška / Aqua Beruška Lední Beruška / Černá kočka / Multimyš / Multiliška / Multiruška / Multikočka / Princezna spravedlnosti / Berudrak / Astroberuška / Včelí lady / Pegaruška / Pennyruška / Černá Beruška / Berutýl / Chronobug | Rozita Erbanová (první řada)Anežka Saicová (řady 2–5 + New York, Spojení hrdinové, Kouzelná tajemství a Šanghaj: Legenda o dračí lady)                            | Anouck Hautbois    | Cristina Vee                                                                       | hlavní   | hlavní   | hlavní | hlavní   | hlavní   |
| Adrien Athanase Agreste / Černý kocour / Aqua Kocour Lední kocour / Berušák / Aspik / Bílý kocour / Hadí kocour / Astrokocour / Efemerál / Kočičí chodec / Černý králík                                                                                                   | Jakub Nemčok (řady 1–4 + New York, Spojení hrdinové, Kouzelná tajemství a Šanghaj: Legenda o dračí lady)David Štěpán (řady 4-5)                                   | Benjamin Bollen    | Bryce Papenbrook                                                                   | hlavní   | hlavní   | hlavní | hlavní   | hlavní   |
| Gabriel Agreste / Lišaj / Sběratel / Šarlatový Lišaj / Stínový Lišaj / Stínový kocour / Monarcha / Monarušák | Jiří Valšuba | Antoine Tomé       | Keith Silverstein                                                                  | hlavní   | hlavní   | hlavní | hlavní   | hlavní   |
| Tikki / Aqua Tikki / Stalak Tikki / Astro Tikki | Klára Nováková | Marie Nonnenmacher | Mela Lee                                                                           | hlavní   | hlavní   | hlavní | hlavní   | hlavní   |
| Plagg / Aqua Plagg / Plaggovec / Astro Plagg | Pavel Tesař (první řada + Santanáš, Mirákuler a Hráč 2.0)Jan Köhler (řady 2–5 + New York, Spojení hrdinové a Šanghaj: Legenda o dračí lady)Robin Pařík (Nathalie) | Thierry Kazazian   | Max Mittelman                                                                      | hlavní   | hlavní   | hlavní | hlavní   | hlavní   |
| Alya Césaireová / Lady Wifi / Rena Rouge / Rena Vzteklá / Zapomínač / Rena Furtive / Scarabella / Všudypřítomnost | Kristýna Skružná | Fanny Bloc         | Carrie Keranen                                                                     | hlavní   | hlavní   | hlavní | hlavní   | vedlejší |
| Nino Lahiffe / Bublina / Želvák / Bouchač / Zapomínač / Slzoničitel | Jiří Köhler (řady 1–5 + New York, Spojení hrdinové)Robin Pařík (Félix)                                                                                            | Alexandre Nguyen   | Benjamin Diskin (řady 1–3) Zeno Robinson (New York, Spojení hrdinové - současnost) | hlavní   | hlavní   | hlavní | hlavní   | vedlejší |
| Chloé Bourgeoisová / Neruška / Včelí královna / Vosí královna / Kouzelná královna / Královna Banán / Penalta | Johana Krtičková (řady 1–5 + New York, Spojení hrdinové)Viktorie Taberyová (Robostus)                                                                             | Marie Chevalot     | Selah Victor                                                                       | vedlejší | vedlejší | hlavní | hlavní   | vedlejší |
| Nathalie Sancoeurová / Nabíječka / Mayura / Safari | Terezie Taberyová | Nathalie Homs      | Sabrina Weisz                                                                      | vedlejší | vedlejší | hlavní | vedlejší | hlavní   |

### Marinette Dupain-Chengová / Kouzelná Beruška / Černá kočka / Multimyš / Berudrak / Včelí lady / Pegaruška / Pennyruška / Černá Beruška
Čtrnáctiletá dívka, která žije v Paříži se svými rodiči a pomáhá jim v jejich pekárně. Je zamilovaná do svého spolužáka Adriena Agresta, modela a syna módního návrháře Gabriela Agresta. V případě nebezpečných padouchů se mění do superhrdinky Kouzelné Berušky (anglicky / francouzsky Ladybug).
V dílu "Reflekdoll" ze třetí řady si Marinette s Adrienem vyměnili mirákula a stala se z ní kočičí superhrdinka jménem Černá kočka (anglicky / francouzsky Lady Noir). V epizodě "Kwamibuster" se z Marinette stala myší superhrdinka použitím myšího mirákula jménem Multimyš (anglicky / francouzsky Multimouse). A ve finále třetí řady díky kombinaci mirákulí Berušky a dračího mirákula se z ní stal Berudrak (anglicky / francouzsky Dragon Bug). Ve čtvrté řadě díky kombinaci mirákulí Berušky a včelího mirákula se stala z ní Včelí lady (anglicky / francouzsky Lady Bee). Ve čtvrté řadě díky kombinaci mirákulí Berušky a koňského mirákula se stala z ní Pegaruška (anglicky / francouzsky Pegabug). Ve čtvrté řadě díky kombinaci mirákulí Berušky, koňského a králičího mirákula se stala z ní Pennyruška (anglicky / francouzsky Pennybug). No a ve finále páté řady díky kombinaci mirákulí berušky a černého kocoura se z ní stává Černá Beruška. V pařížském speciálu díky kombinaci mirákula tvoření a přenosu se z ní stává hrdinka Berutýl. V londýnském speciálu dostává žlutou barvu obleku a stává se z ní superhrdinka Chronobug.
V dílu "Backwarder" ze třetí řady mistr Fu chtěl, aby se z Marinette stala nová strážkyně mirákulí pro případ, že by se mu něco stalo. V epizodě "Feast" Fu uznal Marinette za plnohodnotnou Berušku a započal její výcvik na novou strážkyni mirákulí. No a ve finále třetí řady poté, co Wang Fu se vzdal svého poslání být strážcem a ztratil přitom paměť, se z Marinette stala nová strážkyně mirákulí.
V první díle 4. série "Truth" si uvědomuje, jak je těžké být strážkyní i pro stránce osobní. Nemůže mít přítele, musím všem lhát a není nikdo, komu by se mohla plně svěřit. V epizodě "Gang of Secrets" se její kamarádky pokoušejí zjistit pravdu, co je s Marinette. Aby Marinette uchránila své tajemství všechny vyžene. Na konci epizody již sama říká, její nejlepší kamarádce Alye, že už nezvládá všem lhát a přizná jí, že je Beruška. Brzy Alye svěří úplně všechna svá tajemství a v epizodě "Optigami" ji předá liščí mirákulum na trvalo. V epizodě "Hack-San", ve které Marinette dočasně opouští město, předá své mirákulum právě Alye. 
Marinette je hodná a manuálně zručná. Často šije a věnuje se módě. Občas vypomáhá svým rodičům v pekárně. Kvůli tomu ji dlouhé roky šikanuje Chloé. Zpočátku si to nechává líbit, ale později se (i díky nové tajné identitě) osmělí. Poté, co Adrien chodit do školy, snaží se ho oslovit. To se jí podaří a během páté série spolu začínají chodit. Předtím chodila s Lukou, kytaristou a synem známého zpěváka. Když se ve škole objevila Lila, okamžitě ji nemusí, protože se pohybuje blízko Adriena. Později ji odhalila jako patologickou lhářku.  
Schopností Berušky je tvz. štěstíčko. To vytvoří věc vhodnou pro vyřeší situace. Marinette zároveň ví, jak danou věc efektivně využit. Po vyřešení situace vykřikne: ,,KOUZELNÁ BERUŠKA!'', vyhodí věc do vzduchu a tím situaci napraví. Během čtvrté série posune hranice svých schopností. Dokáže teď vytvořit magické talismany, které oběti ochrání před Lišajem.  První čtyři řady měla nevýhodu, kdy se po použití své schopnosti do pěti minut promění zpět. Tato omezení se vázalo na její mladý věk. Později ale toto omezení překoná, dospěje a tím získá plnou kontrolu nad svými schopnostmi. Na konci páté řady předala mirákula lidem, kteří je měli během prvních pěti řad.  

### Adrien Athanase Agreste / Černý kocour / Berušák / Aspik / Hadí kocour / Bílý kocour / Kočičí chodec / Černý králík
Čtrnáctiletý model, žijící v Paříži. Je synem známého módního návrháře Gabriela Agresta. Adrien je zamilovaný do Kouzelné Berušky. Pokud je v běžné podobě, chová se jako normální kluk, ale v případě nebezpečí se promění v Černého kocoura (anglicky Cat Noir; francouzsky Chat Noir) a pomáhá Berušce bojovat se zlem.
V dílu "Reflekdoll" ze třetí řady si Marinette s Adrienem vymění mirákula a stane se z něj beruščí superhrdina jménem Berušák (anglicky / francouzsky Mister Bug). V epizodě "Desperada" Adrien získá hadí mirákulum a stane se z něj hadí superhrdina Aspik. V dílu "Bílý kocour" v originálu "Chat Blanc" je zakumován a stává se Bílým kocourem. A ve finále třetí řady díky kombinaci hadího mirákula s mirákulem Černého kocoura se z něj stane Hadí kocour (anglicky Snake Noir; francouzsky Serpent Noir). V páté řadě díky kombinaci králíčího mirákula s mirákulem Černého kocoura se z něj stane Černý králík (anglicky / francouzsky Rabbit Noir).
V 4. sérii dává opravdu hojně najevo, že mu vadí, že nezná totožnost Berušky. Nejdříve pouze náznaky. V epizodě "Rocketear" se dovídá, že Nino je Želvák a  že zná pravou identitu Reny Rouge. Další rána je epizoda "Hack-San", ve které se dovídá, že někdo zná pravou identitu Berušky, protože jinak by nemohl mít její mirákulum. Závěrem epizody se Berušce svěří, že by chce znát její identitu, protože se nedokáže představit, že už by ji nikdy neviděl. V epizodě "Kuro Neko" se dokonce kvůli tomu vzdá mirákula. Jeho kwami Plagg mu ho poté lstí navrátí a Adrien se stane superhrdinou jménem Kočičí chodec (anglicky / francouzsky Cat Walker). Po jednom boji s Kočičím chodcem po boku Beruška přizná, že jí Černý kocour chybí a požádá Kočičího chodce, aby poslal mirákulum zpět původnímu majiteli a Adrien se poté zase stane Černým kocourem.
Zpočátku nemohl chodit do školy a vzdělával se doma s Nathalie, asistentkou jeho otce. Později mu jeho otec dovolil chodit do školy, kde si našel přítele Nina. Přesto jeho otec do značné míry kontroluje jeho život. Nechává ho, protože doufá ve sblížení s ním. Stejně jako Gabriel truchlí po své matce, která zemřela (Adrien ale neví, že důvodem její smrti bylo použití poškozeného pavího mirákula). Kvůli svému původu si býval blízký s Chloe, ke které se ale (po neúspěšných pokusech probudit v ní dobro) obrátil zády. Byl si blízký i s Kagami, spolužačkou z taktéž vlivné rodiny. S tou i chvíli chodil, poté se dal dohromady s Marinette. 
Schopností Černého kocoura je tzv. kočaklyzma. Tím dokáže zničit cokoliv, včetně jiného mirákula. Stejně jako Marinette měl omezení kvůli mladému věku. Té se ale v epizodě ,,Královna starostka'' spolu s Beruškou zbavil. 

### Gabriel Agreste / Lišaj /  Šarlatový Lišaj / Stínový Lišaj / Stínový kocour / Monarcha / Sběratel
Na první pohled slavný módní návrhář a otec Adriena. Nikdo ale neví, že jakmile se objeví negativní emoce, stane se z něj nejzlejší muž v Paříži – Lišaj. Lišaj (anglicky Hawk Moth; francouzsky Le Papillon) vysílá malé motýly (akumy), aby posedli kohokoliv s negativními emocemi a udělali z něj jeho poskoka se superschopnostmi, kteří mají za úkol získat mirákula Berušky a Černého kocoura, aby si mohl splnit přání, které by ho a jeho syna udělalo šťastnými, totiž oživit Emilii Agrestovou, jeho ženu.
Ve druhé řadě ("Sběratel") se ve strachu z odhalení nechá zakumovat a stává se z něj Sběratel. Na konci druhé řady a v epizodě "Ladybug" se Lišaj pomocí akumatizace Nathalie, jeho asistentky a kamarádky, stane Šarlatovým Lišajem, což posílí jeho schopnosti, aby mohl posílat více akumů najednou. Ve čtvrté řadě Gabriel spojí páví a motýlí mirákula a stane se z něj superpadouch jménem Stínový Lišaj (anglicky Shadow Moth; francouzsky Papillombre). Jeho schopnosti jsou na rozdíl od předchozích řad silnější a je čím dál tím blíž vítězství. Ve čtvrté řadě v epizodě "Ephemeral", Gabriel spojí páví, motýlí a kocourova mirákula a stane se z něj superpadouch jménem Stínový kocour (anglicky / francouzsky Shadow Noir). V páté řadě (Deflagrace) tentokrát jako Monarcha, Gabriel spojí motýlí a beruščí mirákulum a stane se z něho superpadouch Monarušák. Ve finále páté řady, Gabriel spojí beruščí a kocouří mirákulum a oživí svoji ženu - Emilie a zároveň si tím vezme život. 
Jeho minulost je do značné míry tajemná. Zpočátku byl skromný krejčí, který se zamiloval do Emily, dcery bohatých rodičů, kteří s jejich sňatkem nesouhlasili (odhaleno v 24. epizodě páté série) V mládí byl lovcem mirákulí spolu s jeho ženou Emily a Nathalie. Znal se s rodinou Chloé a pomohl jejímu otci k pozici starosty.  Časem se z něj stal vlivný a bohatý muž. Jeho žena ale zemřela při použití poškozeného pavího mirákula. Kromě něj měl ovšem i mirákulum motýlka. To začal používat, a tak se zrodil Lišaj. To způsobilo i jeho odloučení od Adriena. Vlastnil kouzelný lexikon, který shromažďoval známé vědění o mirákulech. Ten mu ukradl Adrien a tomu ho ukradla Marinette. Předtím ale lexikon uložila do tabletu Nathalie, která se ho snaží rozluštit.  
Na konci čtvrté sérii je jasně vidět to, jak se stal posedlý mocí. Získal totiž všechna mirákula (kromě tvoření a destrukce) díky Felixovi, jeho synovci, který je k nerozeznání od Adriena. Začal tedy kombinovat více mirákulí současně, což ho málem stálo život. V první díle páté řady se přímo střetl s hlavní dvojicí a Zajdou, superhrdinkou s králičím mirákulem. Lišaj má ovšem králičí mirákulum také, a tak mu ho hlavní hrdinové musí vzít a dát ho mladé Alix, ze které se stane Zajda. Jako Gabriel Agreste se rozhodne vytvořit prsteny s umělou inteligencí Aliance, kterou reprezentuje jeho syn Adrien. Spojí se i s matkou Kagami (ta spolu s Adrienem reprezentuje Alianci). Vyzradí jí své tajemství a uzavře s ní dohodu. Spolu navrhnou policejní roboty, které předvedou starostovi. Ten nesouhlasí s jejich uvedením do provozu, a proto se definitivně rozejde s Gabrielem. Gabriel také přichází o podporu Nathalie, která vidí jeho posedlost. Změní své jméno z Lišaje na Monarcha a svým obětem propůjčuje schopnosti ukradených kwamiů skrze prsteny Aliance. Během jednoho souboje byl zasažen kočaklyzmatem Černého kocoura. Následkem toho umíral, dokud nezískal i mirákula tvoření a destrukce. Přál si oživení své ženy výměnou za vlastní život.   

### Tikki
Tikki je kwami tvoření, které je spojené s mirákuli Berušky, které představují náušnice. Jejich aktuálním nositelem je Marinette Dupain-Chengová. Tikki propůjčuje svému vlastníkovi sílu kreativity. Abyste se proměnili, musíte říci: "Tikki, tečky". Jejím oblíbeným jídlem jsou makronky 

### Plagg
Plagg je kwami destrukce, které je spojené s mirákulem Černého kocoura, který představuje prsten. Jeho momentálním vlastníkem je Adrien Athanase Agreste. Plagg propůjčuje svému vlastníkovi sílu destrukce. Abyste se proměnili, musíte říci: "Plaggu, drápky". Jeho oblíbeným jídlem je camembert. 

### Alya Césaireová / Rena Rouge / Lady Wifi / Zapomínač / Rena Vzteklá / Rena Furtive / Scarabella
Alya je nejlepší kamarádka Marinette a velká fanynka Berušky, avšak to, že Beruška je její nejlepší kámoška (zatím) netuší. Alya chodí s Ninem a je zakladatelkou známého Berublogu (angl. Ladyblog), kde dává o Berušce nejnovější informace. V 11. dílu druhé řady "Sapotis" (Sapotci) získala liščí mirákulum a stala se z ní Rena Rouge, která Berušce a Kocourovi pomáhá v těch nejtěžších misích. Ve 3. dílu 4. řady "Gang of Secrets" se jako první dovídá pravou identitu Berušky. Později ji Marinette/Beruška svěří úplně všechno a předá ji liščí mirákulum na trvalo. V epizodě "Hack-San" ji věří na tolik, že jí zapůjčí své mirákulum, když musí dočasně z města. V epizodě "Rocketear" se její kostým změní a Alya si začne říkat Rena Furtive (Rena Neviditelná). 
V dílu "Lady Wifi" (první série) je zakumována a stává se Lady Wifi. V dílu "Heroes day part 2" Alyu, jako Renu Rouge, posedne šarlatový akuma a Rena Rouge se promění v Renu Vzteklou (anglicky / francouzsky Rena Rage). V epizodě "Oblivio" se společně se svým přítelem Ninem zakumuje do Zapomínače (anglicky / francouzsky Oblivio). 
Alya se snaží o novinařinu, a proto píše svůj blog. Když se dozví o lásce Marinette k Adrienovi, snaží se jí pomoct s vyznáním svých emocí. Marinette jí plně věří a říká jí všechno. Má dvě mladší sestry. 

### Nino Lahiffe / Želvák / Bouchač / Bublina / Zapomínač / Slzoničitel
Nejlepší Adrienův kamarád. Je to DJ a amatérský filmař. Chodí s Alyou. Ve druhé a třetí řadě získal želví mirákulum, které vlastnil mistr Fu a stal se superhrdinou jménem Želvák (anglicky / francouzsky Carapace). Poprvé se z něj stal Želvák v osmnáctém dílu druhé řady.
V první sérii (díl Bublina) jej lišaj zakumuje na Bublinu. 
Ve druhé sérii je Nino společně se svou přítelkyní Alyou zakumován do Zapomínače (anglicky / francouzsky Oblivio).
Ve čtvrté sérii (díl Slzoničitel) jej Stínový lišaj zakumuje na Slzoničitele.  
Jde o milého kluka se zájmem o hudbu. Často vybízí Adriena k rebelii proti jeho otci. Ví o tom, že Alya je Rena Rouge. 

### Chloé Bourgeoisová / Včelí královna / Vosí královna / Kouzelná královna / Královna Banán / Neruška / Penalta / Královna starostka
Chloé je Marinettina rivalka a dcera starosty Paříže. Mezi její kamarády patří pouze Sabrina Raincomprix a Adrien, se kterým se zná už od dětství. Ve druhé a třetí řadě získala včelí mirákulum a stala se superhrdinkou Včelí královnou (anglicky / francouzsky Queen Bee). Poprvé se jako Včelí královna objevila ve 22. dílu druhé řady. Poté, co se ve finále třetí řady přidala na Lišajovu stranu a stala se Kouzelnou královnou, jí Beruška vzala mirákulum a tak už nemůže být superhrdinkou.
V první sérii (díl Neruška) je lišaj zakumuje na Nerušku.
Na konci třetí řady byla zakumována Lišajem na Kouzelnou královnu.
Ve čtvrté řadě je zakumatizovaná na Královnu banán. Spolu se schopnostmi jí Stínový lišaj dá i tzv. sentipříšeru (jedná se o schopnost pavího mirákula). O několik dílů později se nechá změnit na Penaltu. V páté řadě aktivně vystupuje proti Kouzelné Berušce, viní ji z neschopnosti. Také jde po Marinette ještě více než kdy dřív. Spojí se Lilou, patologickou lhářkou, jež si hraje na hrdinku, kterou ve skutečnosti není, ale všichni jí věří (kromě Marinette). Stane se předsedkyní třídy, aby mohla pozměnit dokumenty, ve kterých žáci uvedli, na jakou školu chtějí jít. To se jim ale nepodaří, protože Sabrina (na kterou spoléhali kvůli její schopnosti napodobit cízí písmo) se spojila s Marinette a spolu nachystaly na Chloé s Lilou past. Když se pak nevědomky přiznají, Chloé přichází o svou jedinou kamarádku. Předtím se k ní totiž obrátil zády Adrien, když se dozvěděl o šikaně, kterou Chloé Marinette prováděla.  
Otec Chloé byl dlouhou dobu starostou Paříže. Ten se snažil splnit jakékoliv její přání. Svým chováním byla velmi podobná své matce Audrey. André kvůli politické kariéře (a aby se zavděčil své ženě) zahodil svůj sen stát se filmařem. Když však do Pařiže přicestuje Zoé, nevlastní sestra Chloé, postaví se na její stranu i přes odpor své ženy a dcery. Když pak Gabriel Agreste využije jejich intimní rozhovor k jeho zdiskreditování, uvědomí si André, že o politiku nikdy nestál a vzdá se pozice starosty. Tu pak (s Monarchovou podporou) převezme Chloé, a proto ji musí porazit Beruška s Kocourem, kteří díky tomu dospějí a překonají své limity. Rodina Bourgesových pak přijde o vliv, když se starostkou stane slečna Bustierová. 

### Nathalie Sancoeurová / Mayura / Nabíječka / Safari
Nathalie je asistentka Gabriela Agresta, která spravuje jeho rezidenci a stará se o jeho syna Adriena. Je jediná, která zná Lišajovu totožnost. Ve finále druhé řady získala páví mirákulum a stala se z ní Mayura. Zde také byla dobrovolně zakumovaná do Nabíječky (anglicky Catalyst; francouzsky Catalyseur) a dá Lišajovi moc posílat více akumů najednou. Ve třetí řadě Lišajovi pomáhala v boji proti Berušce a Kocourovi. V epizodě "Stormy Weather 2" bylo odhaleno, že je zamilovaná do svého šéfa, Gabriela Agresta. Ve čtvrté řadě se občas zapojí do plánu porazit Berušku (např. epizody "Hack-San" nebo "Optigami"), paví mirákulum však poté používal už jen Lišaj v kombinaci s motýlím.  
Použití pavího mirákula v době, kdy bylo poškozené, jí slině ublížilo a později upoutalo na lůžko. I přesto mu věrně pomáhala. Podařilo se jí rozluštit kouzelný lexikon. Díky tomu mohl Gabriel opravit paní mirákulum a stát se Stínovým lišajem. V páté sérii ho přestávala podporovat v jeho honu za mirákuly, viděla v tom přílišnou posedlost. Snažila se zaopatřit Adriena, protože ona byla nemocná a Gabriel později zasažen kočaklyzmatem. Nakonec z posledních se sil naplno postavila Monarchovi a pomohla Berušce.

## Vedlejší a hostující postavy
| Postava                                                                                                   | Dabing | Dabing                                                      | Dabing | Řady            | Řady            | Řady            | Řady            | Řady            |           |
| Postava                                                                                                   | Český | Francouzský                                                 | Anglický | 1               | 2               | 3               | 4               | 5               |           |
| --- | --- | ----------------------------------------------------------- | --- | --------------- | --------------- | --------------- | --------------- | --------------- | --------- |
| Adrienův bodyguard "Gorila" / Gorizilla                                                                   | | Gilbert Levy                                                | | Ezra Weisz      | hostující       | hostující       | hostující       | hostující       | hostující |
| Alec Cataldi / Plnič přání                                                                                | Oldřich Hajlich (Děsýkorka a Sýček)                                                                                     | Franck Tordjman                                             | André Gordon | vedlejší        | vedlejší        | vedlejší        | hostující       | hostující       |           |
| princ Ali                                                                                                 | | Alexandre Nguyen                                            | Keith Silverstein | hostující       | Does not appear | hostující       | hostující       |                 |           |
| Alim Kubdel                                                                                               | | Philippe Roullier                                           | Todd Haberkorn | hostující       | hostující       | hostující       | Does not appear | hostující       |           |
| Alix Kubdelová / Časostěrka / Zajda / Canidívka                                                           | Eliška Hanušová (řady 1–2 a 4-5)Anna Novotná (třetí řada + New York, Spojení hrdinové)Kristýna Jelínková (dospělá Alix) | Adeline Chetail (první řada)Marie Nonnenmacher (řady 2-5)   | Kira Buckland | vedlejší        | vedlejší        | vedlejší        | vedlejší        | vedlejší        |           |
| Albert | | Martial Le Minoux                                           | Ezra Weisz | Does not appear | hostující       | Does not appear | Does not appear |                 |           |
| Amelie Graham de Vanily                                                                                   | | Jeanne Chartier                                             | Laura Post | Does not appear | Does not appear | hostující       | hostující       | hostující       |           |
| Anarka Couffaineová / Kapitánka Rockerka                                                                  | Jana Chymčák Páleníčková                                                                                                | Laura Préjean (řady 2-3)Céline Melloul (čtvrtá řada)        | Nika Futterman | Does not appear | hostující       | hostující       | hostující       |                 |           |
| starosta André Bourgeois / Velediktátor / Lovec srdcí                                                     | Rudolf Kubík | Gilbert Levy                                                | Joe Ochman | vedlejší        | vedlejší        | vedlejší        | vedlejší        | vedlejší        |           |
| zmrzlinář André / Zmrzlinátor                                                                             | Pavel Vondra | Philippe Roullier                                           | Ezra Weisz | Does not appear | vedlejší        | hostující       | hostující       | hostující       |           |
| Arlette                                                                                                   | | Nathalie Homs                                               | | Does not appear | hostující       | Does not appear | Does not appear |                 |           |
| Armand D'Argencourt / Temné ostří                                                                         | Bohdan Tůma | Thierry Kazazian                                            | Joe Fria | hostující       | hostující       | hostující       | hostující       |                 |           |
| Audrey Bourgeoisová / Stylovna / Lovec srdcí                                                              | Jana Chymčák Páleníčková                                                                                                | Céline Melloul                                              | Haviland Stillwell | Does not appear | vedlejší        | hostující       | hostující       |                 |           |
| August / Gigantitán                                                                                       | | Caroline Combes                                             | Grant George | Does not appear | hostující       | hostující       | Does not appear |                 |           |
| Aurore Beauréalová / Bouře                                                                                | | Geneviève Doang (první řada)Marie Nonnenmacher (řady 2-3)   | Mela Lee | hostující       | hostující       | hostující       | Does not appear |                 |           |
| Barkk | | Jessie Lambotte                                             | Sabrina Glow (čtvrtá řada) | Does not appear | hostující       | hostující       | vedlejší        | vedlejší        |           |
| Beruška                                                                                                   | Anežka Saicová | Anouck Hautbois                                             | Cristina Vee | Does not appear | Does not appear | hostující       | Does not appear |                 |           |
| Bob Roth / Moolak                                                                                         | | Gilbert Levy                                                | Grant George | hostující       | hostující       | hostující       | hostující       |                 |           |
| pan Banán                                                                                                 | |                                                             | Bryce Papenbrook (třetí řada) Ezra Weisz (čtvrtá řada)                                                                               | Does not appear | Does not appear | hostující       | hostující       |                 |           |
| Caline Bustierová / Zombizou                                                                              | Jana Chymčák Páleníčková                                                                                                | Jessie Lambotte                                             | Dorothy Fahn | vedlejší        | vedlejší        | vedlejší        | vedlejší        | vedlejší        |           |
| Clara Contardová                                                                                          | Anna Novotná | Clara Soares                                                | | Does not appear | hostující       | hostující       | hostující       |                 |           |
| Clara Sýkorka / Děsýkorka                                                                                 | | Clara Soares                                                | Allegra Clark Laura Marano (zpěv) | Does not appear | hostující       | hostující       | Does not appear |                 |           |
| Claudie Kanté / Hvězdovlak                                                                                | | Laura Préjean                                               | | Does not appear | Does not appear | hostující       | Does not appear |                 |           |
| Daizzi | | Tony Marot (řady 2-3)Franck Tordjman (řady 4-5)             | Jessica Gee | Does not appear | hostující       | hostující       | vedlejší        | vedlejší        |           |
| Didier Roustan                                                                                            | | Didier Roustan                                              | | Does not appear | Does not appear | Does not appear | hostující       |                 |           |
| Duusu | Barbora Šedivá | Fanny Bloc                                                  | Melissa Fahn | Does not appear | Does not appear | hostující       | vedlejší        | hostující       |           |
| Denis Damocles / Sýček / Temnější sova                                                                    | Pavel Tesař | Gilbert Levy                                                | John C. Hyke | vedlejší        | vedlejší        | vedlejší        | vedlejší        | vedlejší        |           |
| Ella Césaireová / Sapotci                                                                                 | | Marie Nonnenmacher                                          | Cherami Leigh | Does not appear | hostující       | hostující       | hostující       |                 |           |
| Etta Césaireová / Sapotci                                                                                 | | Jessie Lambotte                                             | Cherami Leigh | Does not appear | hostující       | hostující       | hostující       |                 |           |
| Félix Fathom / Stylimpozant / Argos                                                                       | Jakub Nemčok (řady 3-4)David Štěpán (řady 4-5)                                                                          | Benjamin Bollen                                             | Bryce Papenbrook | Does not appear | Does not appear | hostující       | vedlejší        |                 |           |
| Fred Haprèle / Mim                                                                                        | | Franck Tordjman                                             | Ezra Weisz | vedlejší        | vedlejší        | vedlejší        | hostující       |                 |           |
| Gabriel Agreste (sentipříšera)                                                                            | Jiří Valšuba | Antoine Tomé                                                | Keith Silverstein | Does not appear | Does not appear | Does not appear | hostující       |                 |           |
| gardedáma prince Aliho                                                                                    | | Nathalie Homs                                               | Philece Sampler | hostující       | Does not appear | hostující       | Does not appear |                 |           |
| Gina Dupainová / Befana                                                                                   | | Nathalie Homs                                               | Reba Buhr | Does not appear | hostující       | hostující       | hostující       |                 |           |
| Golem / Žrout                                                                                             | |                                                             | |                 | Does not appear | Does not appear | hostující       | Does not appear |           |
| Harry Clown / Psychomediant                                                                               | | Frank Dubosc                                                | Ben Diskin | Does not appear | Does not appear | Does not appear | hostující       |                 |           |
| Chlupáč                                                                                                   | | Laura Préjean (řady 2-3)Céline Melloul (řady 4-5)           | Ryan Bartley | Does not appear | hostující       | hostující       | vedlejší        | vedlejší        |           |
| Chris Lahiffe / Velitel Chris / Vládce času                                                               | Jan Köhler (dospělý Chris)                                                                                              | Alexandre Nguyen (dospělý Chris)                            | Alejandro Saab | Does not appear | Does not appear | hostující       | hostující       |                 |           |
| Chris | Rudolf Kubík | Gilbert Levy                                                | Grant George | hostující       | Does not appear | Does not appear | Does not appear |                 |           |
| Ivan Bruel / Kamenné srdce / Minotaurox                                                                   | Oldřich Hajlich (řady 2-5 + New York, Spojení hrdinové)                                                                 | Franck Tordjman                                             | Matt Mercer (první řada)Max Mittelman (řady 2-5 + New York, Spojení hrdinové)                                                        | vedlejší        | vedlejší        | vedlejší        | vedlejší        | vedlejší        |           |
| Jagged Stone / Kytararach                                                                                 | | Matthew Géczy                                               | Lex Lang | vedlejší        | vedlejší        | vedlejší        | vedlejší        |                 |           |
| Jalil Kubdel / Faraon                                                                                     | | Franck Tordjman                                             | Vic Mignogna | hostující       | hostující       | hostující       | Does not appear |                 |           |
| Jean Duparc / Čaroděj Neštěstí                                                                            | |                                                             | Ben Diskin | hostující       | hostující       | hostující       | Does not appear |                 |           |
| Jean-Pierre Monlataing                                                                                    | |                                                             | Todd Haberkorn | Does not appear | hostující       | Does not appear | hostující       |                 |           |
| Juleka Couffaineová / Reflekta / Fialová tygřice                                                          | Pavlína Kostková Dytrtová                                                                                               | Marie Nonnenmacher                                          | Erin Fitzgerald (první řada)Reba Buhr (řady 2–4)                                                                                     | vedlejší        | vedlejší        | vedlejší        | vedlejší        | vedlejší        |           |
| Kaalki | Kristýna Skružná | Fanny Bloc                                                  | Deneen Melody (řady 3-4) | Does not appear | hostující       | hostující       | vedlejší        | vedlejší        |           |
| Kagami Tsurugiová / Riposta / Oni-Chan / Ryuko / Lež / Riposte Prime                                      | Viktorie Taberyová (řady 2-5 + New York: Spojení hrdinové)Michaela Dinhová (Desperáda)                                  | Clara Soares                                                | Faye Mata | Does not appear | vedlejší        | vedlejší        | vedlejší        | vedlejší        |           |
| Kuba Grimault / Kuba řekl                                                                                 | | Franck Tordjman                                             | Ezra Weisz | hostující       | Does not appear | hostující       | Does not appear |                 |           |
| Kuro Neko                                                                                                 | |                                                             | Deneen Melody | Does not appear | Does not appear | Does not appear | hostující       |                 |           |
| Lê Chiến Kim / Temný Amor / Král opic                                                                     | Martin Sucharda (první řada + Zledvěd a Nathalie)Jan Köhler (řady 2-5 + New York, Spojení hrdinové)                     | Alexandre Nguyen                                            | Grant George | vedlejší        | vedlejší        | vedlejší        | vedlejší        |                 |           |
| Lila Rossi / Volpina / Chameleón / Cèrise Bianca / Iris Verdi / Timestalker / Spectral Looter / Chrysalis | Pavlína Kostková Dytrtová                                                                                               | Clara Soares                                                | Lisa Kay Jennings | hostující       | hostující       | vedlejší        | vedlejší        | vedlejší        |           |
| Longg | | Marie Nonnenmacher                                          | Grant George | Does not appear | hostující       | hostující       | vedlejší        | vedlejší        |           |
| Luka Couffaine / Umlčovač / Zmiják / Pravda                                                               | Oldřich Hajlich | Maxime Baudouin (řady 2-3)Gauthier Battoue (řady 4-5)       | Andrew Russell | Does not appear | vedlejší        | hlavní          | vedlejší        | hostující       |           |
| Manon Chamacková / Loutkářka                                                                              | Jana Chymčák Páleníčková                                                                                                | Marie Nonnenmacher                                          | Stephanie Sheh | hostující       | vedlejší        | hostující       | hostující       | hostující       |           |
| Marianne Fuová (roz. Lenoirová) / Zpátečnice                                                              | Jana Chymčák Páleníčková                                                                                                | Virginie Ledieu                                             | Barbara Goodson | Does not appear | Does not appear | hostující       | hostující       |                 |           |
| Marlena Césaireová                                                                                        | | Nathalie Homs                                               | Erin Fitzgerald | hostující       | vedlejší        | hostující       | hostující       |                 |           |
| Marc Anciel / Měnič / Kohouťák                                                                            | Jindřich Žampa (druhá řada + Penaltým)Jiří Köhler (třetí řada)                                                          | Alexandre Nguyen                                            | Kyle McCarley | Does not appear |                 | hostující       | vedlejší        | hostující       |           |
| robot Markov / Robostus                                                                                   | Oldřich Hajlich (Robostus a Hvězdovlak)                                                                                 | Alexandre Nguyen                                            | Grant George | Does not appear | hostující       | hostující       | hostující       |                 |           |
| Max Kanté / Hráč / Hráč 2.0 / Pegas                                                                       | Roman Hajlich | Martial Le Minoux                                           | Ben Diskin (řady 1–3 + New York, Spojení hrdinové)Zeno Robinson (čtvrtá řada)                                                        | vedlejší        | vedlejší        | vedlejší        | vedlejší        | vedlejší        |           |
| paní Mendeleievová / Kwamichytač                                                                          | | Nathalie Homs                                               | Philece Sampler | hostující       | hostující       | hostující       | hostující       | hostující       |           |
| paní Michelleová                                                                                          | Jana Chymčák Páleníčková                                                                                                |                                                             | Carrie Keranen | Does not appear | hostující       | Does not appear | Does not appear |                 |           |
| Mireille Caquetová                                                                                        | | Marie Nonnenmacher                                          | Mela Lee | hostující       | hostující       | hostující       | Does not appear |                 |           |
| Mullo | |                                                             | Deneen Melody | Does not appear | hostující       | hostující       | vedlejší        | vedlejší        |           |
| Mylène Haprèleová / Hrozifikátor / Polymyš                                                                | Adéla Nováková | Jessie Lambotte                                             | Jessica Gee | vedlejší        | vedlejší        | vedlejší        | vedlejší        | vedlejší        |           |
| Nadja Chamacková / Telestár                                                                               | Jana Chymčák Páleníčková                                                                                                | Jessie Lambotte                                             | Sabrina Weisz | vedlejší        | vedlejší        | vedlejší        | vedlejší        | vedlejší        |           |
| Nathaniel Kurtzberg / Zlolustrátor / Klukorožec                                                           | Jan Köhler (řady 2-5 + New York, Spojení hrdinové)                                                                      | Franck Tordjman                                             | Michael Sinterniklaas | vedlejší        | vedlejší        | vedlejší        | vedlejší        | vedlejší        |           |
| nepojmenovaný chlapec / Písečník                                                                          | Matěj HavelkaJindřich Žampa (jako Písečník)                                                                             | Clara Soares                                                | Casey Mongillo | Does not appear | hostující       | Does not appear | Does not appear |                 |           |
| Nora Césaireová / Křižák                                                                                  | | Céline Melloul                                              | Laila Berzins | Does not appear | hostující       | hostující       | hostující       |                 |           |
| Nooroo | | Martial Le Minoux                                           | Ben Diskin | hostující       | vedlejší        | vedlejší        | vedlejší        | vedlejší        |           |
| Ondine / Syréna                                                                                           | | Clara Soares                                                | Erika Harlacher | Does not appear | hostující       | hostující       | hostující       |                 |           |
| Orikko | |                                                             | Sabrina Weisz | Does not appear | hostující       | hostující       | vedlejší        | vedlejší        |           |
| Otis Césaire / Animál                                                                                     | | Eric Peter                                                  | Paul St. Peter | hostující       | vedlejší        | hostující       | hostující       |                 |           |
| Penny Rollingová / Potížistka                                                                             | | Anne-Charlotte Piau                                         | Mela Lee | hostující       | hostující       | hostující       | hostující       |                 |           |
| Philippe / Ledař                                                                                          | | Philippe Candeloro                                          | Joe Fria | Does not appear | hostující       | hostující       | hostující       |                 |           |
| Pollen | Adéla Nováková | Emmylou Homs (druhá řada) Clara Soares (třetí řada)         | Cassandra Lee Morris(řady 2-3)Lauren Landa (čtvrtá řada)                                                                             | Does not appear | vedlejší        | hostující       | vedlejší        | vedlejší        |           |
| Roaar | Roman Hajlich | Caroline Mozzone (druhá řada) Caroline Combes (třetí řada)  | Sandy Fox (řady 3-4) | Does not appear | hostující       | hostující       | vedlejší        | vedlejší        |           |
| Roger Raincomprix / Policeman                                                                             | Radovan Vaculík | Martial Le Minoux                                           | Christopher Smith | vedlejší        | vedlejší        | vedlejší        | vedlejší        | vedlejší        |           |
| Rolland Dupain / Pekař / Zjednodušovač                                                                    | | Martial Le Minoux                                           | Paul St. Peter | Does not appear | Does not appear | hostující       | hostující       |                 |           |
| Rose Lavillantová / Princezna Vůně / Selella                                                              | Klára Nováková | Jessie Lambotte                                             | Erin Fitzgerald (první řada)Reba Buhr (řady 2–3 + New York, Spojení hrdinové)                                                        | vedlejší        | vedlejší        | vedlejší        | vedlejší        | vedlejší        |           |
| Sabine Chengová / Královna pravdy / Čchi-lin                                                              | Irena Hrubá (řady 1–3 + Šanghaj: Legenda o dračí lady)Zuzana Hykyšová (Santanáš)                                        | Jessie Lambotte                                             | Philece Sampler (řady 1–4 + Šanghaj: Legenda o dračí lady)Anne Yutco (řady 4-současnost)                                             | vedlejší        | vedlejší        | vedlejší        | vedlejší        | vedlejší        |           |
| Sabrina Raincomprixová / Zmizela / Mirákuler / Slečna Ohař                                                | Anna Novotná | Marie Nonnenmacher                                          | Marieve Herington (první řada + díl "Zledvěd")Cassandra Lee Morris (řady 2–3 + New York, Spojení hrdinové)Lauren Landa (čtvrtá řada) | vedlejší        | vedlejší        | vedlejší        | vedlejší        | vedlejší        |           |
| Santa Claus / Santanáš                                                                                    | Mojmír Maděrič | Martial Le Minoux                                           | Joe Ochman | Does not appear | hostující       | hostující       | hostující       |                 |           |
| Sarah | | Josiane Balasko                                             | Sabrina Weisz | hostující       | Does not appear | hostující       | hostující       |                 |           |
| Sass | | Alexandre Nguyen                                            | Ben Diskin | Does not appear | hostující       | hostující       | vedlejší        | vedlejší        |           |
| Sentialec                                                                                                 | | Franck Tordjman                                             | André Gordon | Does not appear | Does not appear | Does not appear | hostující       |                 |           |
| Sentibublina                                                                                              | Jiří Köhler | Alexandre Nguyen                                            | Zeno Robinson | Does not appear | Does not appear | Does not appear | hostující       |                 |           |
| Sentinino / Sentiželvák                                                                                   | Jiří Köhler | Alexandre Nguyen                                            | Zeno Robinson | Does not appear | Does not appear | Does not appear | hostující       |                 |           |
| sluha Jean / Zledvěd                                                                                      | | Martial Le Minoux                                           | Ben Diskin | vedlejší        | vedlejší        | vedlejší        | hostující       |                 |           |
| Socqueline Wangová                                                                                        | Eliška Hanušová |                                                             | | Does not appear | Does not appear | Does not appear | Does not appear | hostující       |           |
| Stompp | Johana Krtičková (druhá řada)                                                                                           | Marc Bretonnière (druhá řada) Thierry Kazazian (třetí řada) | Lauren Landa (třetí řada) | Does not appear | hostující       | hostující       | vedlejší        | vedlejší        |           |
| Su-Han | | Gauthier Battoue                                            | Kaiji Tang | Does not appear | Does not appear | Does not appear | hostující       | hostující       |           |
| Théo Barbot / Pakocour                                                                                    | Rudolf Kubík (první řada)Jakub Nemčok (jako Pakocour)                                                                   | Franck TordjmanBenjamin Bollen (jako Pakocour)              | Brian Beacock (první řada)Bryce Papenbrook (jako Pakocour)Ezra Weisz (řady 2–3)                                                      | vedlejší        | vedlejší        | vedlejší        | hostující       |                 |           |
| Thomas Astruc / Animistr                                                                                  | | Thomas Astruc                                               | Jason Marnocha | Does not appear | Does not appear | hostující       | hostující       |                 |           |
| Tom Dupain / Vlčák                                                                                        | Pavel Tesař | Martial Le Minoux                                           | Christopher Smith | vedlejší        | vedlejší        | vedlejší        | vedlejší        | vedlejší        |           |
| Tomoe Tsurugiová / Ikari Gozen                                                                            | Jana Chymčák Páleníčková                                                                                                | Frédérique Marlot                                           | Minae Noji | Does not appear | hostující       | hostující       | vedlejší        | vedlejší        |           |
| Trixx | | William Coryn                                               | Cherami Leigh | Does not appear | hostující       | hostující       | vedlejší        | vedlejší        |           |
| Véronique / Manipula                                                                                      | Kristýna Jelínková (třetí řada)                                                                                         |                                                             | Laura Post | Does not appear | Does not appear | hostující       | Does not appear | hostující       |           |
| Vincent Aza / Pixelátor                                                                                   | | Franck Tordjman                                             | Matt Mercer | hostující       | Does not appear | hostující       | Does not appear | Does not appear |           |
| Vincent Giuseppe                                                                                          | |                                                             | Matt Mercer | hostující       | hostující       | hostující       | hostující       |                 |           |
| Vivica / Desperada                                                                                        | Kristýna Jelínková |                                                             | Morgan Berry | Does not appear | Does not appear | hostující       | Does not appear |                 |           |
| vrátný | |                                                             | Ezra Weisz | hostující       | hostující       | Does not appear | hostující       |                 |           |
| mistr Wang Fu / páví superhrdina / Jade Turtle / Zběsilý Fu                                               | Pavel Tesař | Gilbert Levy                                                | Paul St. Peter | vedlejší        | hlavní          | hlavní          | hostující       | hostující       |           |
| Wang Cheng / Kuch-Fu                                                                                      | | Bing Yin                                                    | Todd Haberkorn | hostující       | Does not appear | Does not appear | Does not appear |                 |           |
| Wayhem / Disco Kazič                                                                                      | Robin Pařík | Tony Marot                                                  | Chris Hackney | Does not appear | hostující       | hostující       | Does not appear |                 |           |
| Wayzz | Oldřich Hajlich | Franck Tordjman                                             | Christopher Smith | hostující       | vedlejší        | vedlejší        | vedlejší        | vedlejší        |           |
| Xavier Ramier / Pan Holub / Pan Krysa                                                                     | | Franck Tordjman                                             | Todd Haberkorn | hostující       | hostující       | vedlejší        | hostující       |                 |           |
| Xavier-Yves "XY" Roth                                                                                     | Jan Köhler (třetí řada)                                                                                                 | Alexandre Nguyen                                            | Ben Diskin | hostující       | Does not appear | hostující       | hostující       |                 |           |
| Xuppu | | William Coryn                                               | Sarah Weisz | Does not appear | hostující       | hostující       | vedlejší        | vedlejší        |           |
| Ziggy | | Céline Melloul                                              | Susannah Corrington | Does not appear | hostující       | hostující       | vedlejší        | vedlejší        |           |
| Zoé Leeová / Drtička / Vesperia / Černé kotě                                                              | Karolína Křišťálová | Fily Keita                                                  | Deneen Melody | Does not appear | Does not appear | Does not appear | vedlejší        | vedlejší        |           |
| Žabák / Risk                                                                                              | |                                                             | Mela Lee | Does not appear | Does not appear | Does not appear | hostující       |                 |           |

### Alix Kubdelová / Zajda / Canidívka
Alix je studentka Gymnázia Françoise Duponta a spolužačka Marinette a Adriena. V dílu "Timetagger" ze třetí řady bylo odhaleno, že v budoucnu Alix získá králičí mirákulum a stane se z ní Zajda (anglicky / francouzsky Bunnyx), králičí superhrdinka.
V páté řadě získala psí mirákulum a stala se z ní Canidívka (anglicky / francouzsky Canigirl).

### Amelie Graham de Vanilly
Amelie je sestra-dvojče Emilie Agreste a matka Adrienova bratrance Félixe. Snaží se získat prsten, který Gabriel Agreste drží pro sebe a svou ženu. 

### Emilie Agreste
Emilie je Adrienova matka a Gabrielova manželka, která zmizela za záhadných okolností před událostmi první řady seriálu. Jak se později ukazuje, leží v kómatu uvnitř rakvi v suterénu rezidence Gabriela Agresta. V minulosti byla držitelkou pavího mirakula (údajně si říkala Le Paon), což je pravděpodobně důvod, proč se nachází v kómatu..

### Félix Fathom / Stylimpozant / Argos
Félix je Adrienův bratranec pocházející z Londýna, Ameliin syn a synovec Gabriela a Emilie Agrestových. Poprvé se objevil v díle "Félix" ze třetí řady jako hostující postava.
Ve čtvrté řadě získal psí mirákulum a stal se z ní Stylimpozant. Tehdy zradil Berušku a výměnou za paví mirákulum předal Gabrielu Agrestovi většinu mirákulí. V páté řadě drží paví mirákulum a stává se z nej Argos. Bojuje proti Monarchovi a zamiluje se do Kagami.  

### Juleka Couffaineová / Fialová tygřice / Reflekta
Juleka je studentkou Gymnázia Françoise Duponta a spolužáčka Marinette a Adriena. Její mámou je  Anarka a má bratra Luku. Ve čtvrté řadě získá tygří mirákulum a stane se z ní Fialová tygřice (anglicky Purple Tigress; francouzsky Tigresse Pourpre). Je stydlivá a uzavřená, proto ji několikrát posedl akuma a stala se z ní Reflekta.  

### Kagami Tsurugiová / Ryuko
Studentka Gymnázia Françoise Duponta japonského původu. Poprvé se objevila v 6. dílu druhé řady. Pochází z rodiny šermířů. Její matka je mistryně světa v šermu. Ve třetí řadě získala dračí mirákulum a stala se z ní dračí superhrdinka jménem Ryuko. Je křehká a neumí moc chodit ve vztazích, proto se stala mnohokrát terčem Lišaje. Cení si přátelství, protože ji její matka celý život izolovala. 

### Lê Chiến Kim / Opičí Král / Temný Amor
Kim je studentem Gymnázia Françoise Duponta a spolužák Marinette a Adriena. Ve třetí řadě získal opičí mirákulum a stal se z něj Opičí Král (anglicky King Monkey; francouzsky Roi Singe), opičí superhrdina. Je fyzicky nadaný, ale naivní. Občas pomáhá Chloé se šikanou, bere ji jako vtip. To se později díky jeho přítelkyni mění. Byl i superpadouch jménem Temný Amor. 

### Lila Rossi / Volpina / Chrysalis
Lila Rossi je dívka italského původu, která se přestěhovala do Paříže a je šíleně zamilovaná do Adriena. Všichni jí v nové škole zbožňují a Marinette začíná žárlit. V epizodě "Volpina" byla zakumovaná do Volpiny. Později začala Lila lhát Adrienovi o Berušce, ale Beruška si to nenechala líbit a šanci u Adriena jí úplně zničila. Proto nesnáší Berušku. Ve třetí řadě začala opět chodit k Marinette a Adrienovi do třídy, což vedlo k dalším problémům. Lhala o svých úmyslech a hrála si na samaritánku, která často cestuje. Ve skutečnosti se jedná o patologickou lhářku, jejíž síť lží se Marinette podaří odkrýt. Lila si však změní identitu.  V šesté řadě bude hrát důležitou roli. Díky její mazanosti se ji podařilo získat motýlí mirákulum a stane se novým Lišajem - Chrysalis, a zároveň se z ní stává nový hlavní záporák celého seriálu. 

### Luka Couffaine / Zmiják
Luka je dvojče Juleky. Poprvé se objevil ve 13. dílu druhé řady. Hraje na kytaru a je otcem Jaggeda Stonea. Ve třetí řadě získal hadí mirákulum a stal se z něj Zmiják (anglicky / francouzsky Viperion). V epizodě 18. Chvíli chodil s Marinette, ale v epizodě "Truth" se s ním Marinette rozešla. V epizodě "Crocoduel" se Marinette s Lukou usmířili a stali se z nich zase kamarádi. V epizodě "Wishmaker" se jako první dovídá pravou identitu Kocoura i Berušky zároveň. V páté řadě se s tím svěřil Berušce a rozhodl se cestovat po světě, aby na něj Monarcha nemohl. V Tibetu potkal strážce mirákulí (nevěděl o tom) a naučil se bojovému umění. 

### Max Kanté / Pegas / Hráč
Max je studentem Gymnázia Françoise Duponta a spolužák Marinette a Adriena. Ve třetí řadě získal koňské mirákulum a stal se z něj Pegas (anglicky Pegasus; francouzsky Pégase), koňský superhrdina. Vyzná se v moderních technologiích a vytvořil inteligentního robota. Jako superpadouch si říká Hráč.

### Mylène Haprèleová / Polymyš / Hrozifikátor
Mylène je studentkou Gymnázia Françoise Duponta a spolužačka Marinette a Adriena. Její otec Fred je pedagogický asistent a profesionální mim. Ve čtvrté řadě získala myší mirákulum a stala se z ní Polymyš (anglicky / francouzsky Polymouse). Je plachá a hodně se bojí. Se strachem jí pomáhá její přítel Ivan. V superpadoušské podobě si říká Hrozyfikátor. 

### Rose Lavillantová / Selella / Princezna vůně
Rose je studentkou Gymnázia Françoise Duponta a spolužáčka Marinette a Adriena. Ve čtvrté řadě získala prasečí mirákulum a stala se z ní Selella (anglicky / francouzsky Pigella). Je velmi kamarádská. Jako superpadouška si říká Princezna vůně.  

### Tom Dupain a Sabine Chengová
Tom a Sabine jsou Marinettiny rodiče. Vlastní rodinnou pekárnu, kde žijí a pečou společně se svou dcerou, která jim vypomáhá. 

### Sabrina Raincomprixová / Slečna Ohař
Sabrina je Chloéina nejlepší a také jediná skutečná kamarádka, která udělá pomalu vše, co jí Chloé přikáže a se vším jí pomáhá. Její otec je policista. Později se Chloé postaví spolu s Marinette. 
Ve čtvrté řadě získala psí mirákulum a stala se z ní Slečna Ohař (anglicky Miss Hound; francouzsky Traquemoiselle). 

### Su Han
Během Lucca Comics & Games 2019 v Itálii bylo odhaleno, že se ve čtvrté řadě objeví mnich jménem Su Han, který pravděpodobně pochází z dříve zničeného (a později obnoveného) Řádu strážců mirákulí.

### Mistr Wang Fu / Jade Turtle / Zběsilý Fu
Mistr Wang Fu (čínsky: 王富, pchinyin: Wáng Fù) je léčitel a strážce mirákulí, který daroval Marinette a Adrienovi jejich mirákula, aby zastavili Lišaje a jeho akumatizované oběti. Byl vlastníkem želvího mirákula, až do finále třetí řady, díky kterému se mohl stát želvím superhrdinou. Byl posledním známým strážcem z Řádu strážců, dokud na konci dílu "Feast" nebyl Řád stráčcu mirákulí obnoven. V dílu "Feast" ze třetí řady bylo také odhaleno, že v minulosti Fu použil páví mirákulum a na krátký čas se stal pávím superhrdinou. V dílu "Heart Hunter", což je první část finále třetí řady, použil želví mirákulum a stal se z něj Jade Turtle. No a ve druhém díle "Miracle Queen", Fu ztratil paměť, poté co se vzdal Kouzelné skříňky ve prospěch Berušky, tedy Marinette. Později byl proměněn na superpadoucha Zběsilého Fu.  

### Zoé Leeová / Vesperia / Drtička
Zoé je studentkou Gymnázia Françoise Duponta. Získala včelí mirákulum a stala se z ní Vesperia. Její matka je Audrey Burgeoisová a její nevlastní sestra je Chloé Burgeoisová. Její otec zatím není známý. Stala se i superpadouchem jménem Drtička.  

### Daizzi
Daizzi je kwami radosti, která je spojena s prasečím mirákulem. Žije v náramku a díky ní se jejich vlastník může stát prasečím superhrdinou. Daizzi propůjčuje svému vlastníkovi moc vidět největší touhy z hlouby srdce. Abyste se proměnili, musíte říci: ,,Daizzi, jásej". 

### Duusu
Duusu je kwami emoce, která je spojena s pávím mirákulem, který představuje brož. Díky ní se může její nositel stát pávím superhrdinou. V prvních dvou řadách je uložena uvnitř mirákula v trezoru v rezidenci Gabriela Agresta. Ve finále druhé řady a ve třetí řadě byla aktivována Nathalie, asistentkou a kamarádkou Gabriela Agresta, která Duusu používala k přeměně na Mayuru. Ve čtvrté sérii bylo paví mirákulum opraveno a Duusu přešla do vlastnictví Gabriela Agresta, který ji používal k proměně na Stínového Lišaje. Na konci čtvrté série Duusu přešla do vlastnictví Félixe Fathoma. Mirákulum bylo kdysi dávno nějakým způsobem poškozeno, jednou z možností je, že bylo poškozeno podobným způsobem jako zmínil Plagg, když měl na hlavě Chloin náramek (první série Policeman). Duusu propůjčuje svému vlastníkovi moc vytvářet sentipříšery s emocemi. Abyste se proměnili, musíte říci: ,,Duusu, roztáhni své peří".

### Chlupáč
Chlupáč neboli Fluff je kwami evoluce, které je spojené s králičím mirákulem, který představují hodinky. Díky ním se jejich vlastník může stát králičím superhrdinou. Abyste se proměnili, musíte říct: „Fluff, tikáme!“. Fluff propůjčuje svému vlastníkovi moc cestovat časem. Obvykle jeho moc využívá Alix.

### Kaalki
Kaalki je kwami teleportace, která je spojena s koňským mirákulem které představují brýle. Díky ní se jeho vlastník může stát koňským superhrdinou. Kaalki propůjčuje svému vlastníkovi moc teleportace. K proměně je třeba říct: ,,Kaalki, cválej''. Nyní je u Maxe.  

### Longg
Longg je kwami dokonalosti, který je spojen s dračím mirákulem. Díky němu se jeho vlastník může stát dračím superhrdinou. Abyste se proměnili, musíte říct: „Longgu, chci bouři!“. Longg propůjčuje svému vlastníkovi moc dokonalosti a nachází se v náhrdelníku.  Nyní se nachází u Kagami.

### Mullo
Mullo je kwami multiplikace, která je spojena s myším mirákulem. Díky němu se jeho vlastník může stát myším superhrdinou. Svému vlastníkovi propujčuje schopnost dělení, ale za cenu zmenšení. Abyste se proměnili, musíte říct: „Mullo, zapískej!“ nebo „Mullo, teď zapišti!“. Nachází se v náhrdelníku.  Nyní je Mullo u Mylène.

### Nooroo
Nooroo je kwami přenosu, který je spojen s motýlím mirákulem, který představuje brož a díky němu se může jeho vlastník transformovat do motýlího superhrdinu. Jeho vlastníkem byl Gabriel Agreste, který ho používal ke zlým účelům. Nooroo propůjčuje svému vlastníkovi moc vytvářet oddané následovníky. Proměnu odstartují slova: ,,Nooroo, temná křídla povstaňte''. Nyní se nachází u Lily Rossi, která ho pravděpodobně bude používat ke zlým účelům.

### Pollen
Pollen je kwami akce, která je spojena s včelím mirákulem, které představuje doplněk do vlasů, díky němuž se jeho vlastník může stát včelím superhrdinou. Pollen propůjčuje svému vlastníkovi moc paralyzovat své protivníky. Bývala uložena uvnitř Kouzelné skříňky ve svém mirákulu, ale ve druhé řadě se aktivovala a pomohla tak Chloé stát se včelí superhrdinkou jménem Včelí královna. Pollen propůjčuje svému vlastníkovi moc podřízení. Ve čtvrté řadě ji získala Zoé a na konci čtvrté řady ji získal Gabriel Agreste. Abyste se proměnili, musíte říct: ,,Pollen, zabzuč" nebo ,,Pollen, bzučíme". Na konci páté řady se opět mirákulum vrátilo k Zoé.  

### Sass
Sass je kwami intuice, které je spojené s hadím mirákulem, které představuje náramek. Díky němu se jeho vlastník může stát hadím superhrdinou. Sass propůjčuje svému vlastníkovi moc vrátit se v čase. Abyste se proměnili, musíte říct: ,,Sassi, ukaž šupiny". Nyní je u Luky. 

### Trixx
Trixx je kwami iluze. Díky ní se její vlastník může přeměnit v liščího superhrdinu. Trixx je propojena s liščím mirákulem. Liščí mirákulum je náhrdelník, který býval uložen uvnitř Kouzelné skříňky, ale když bylo třeba, tak se aktivovalo a pomohlo Alyi se dočasně stát superhrdinkou jménem Rena Rouge. Trixx propůjčuje svému vlastníkovi sílu iluze. Abyste se proměnili, musíte říct: ,,Trixx, jde se na to" Nyní jej vlastní Alya.

### Wayzz
Wayzz je kwami ochrany, který je spojen se želvím mirákulem, který představuje náramek. Díky němu se může jeho nositel stát želvím superhrdinou. Wayzz propůjčuje svému vlastníkovi moc ochrany. Jeho vlastníkem byl do finále třetí řady mistr Fu.  Abyste se proměnili, musíte říct: ,,Wayzzi, krunýř" Nyní jej vlastní Nino. 

### Xuppu
Xuppu je kwami posměchu, která je spojena s opičím mirákulem. Představuje jej čelenka.  Díky ní se jeho vlastník může stát opičím superhrdinou. Abyste se proměnili, musíte říct: „Xuppu, do akce!“ Xuppu propůjčuje svému vlastníkovi moc posměchu. Současným majitelem je Kim.

### Roarr
Roarr je kwami vlivu, který je spojen s tygřím mirákulem. Díky němu se jeho vlastník může stát tygřím superhrdinou. Roarr propůjčuje svému vlastníkovi moc super-rány. Abyste se proměnili, musíte říci: ,,Roarre, pruhy sem"  Kwami vlivu sídlí v náramku s prsteny a nyní jej využívá Juleka.

### Barkk
Barkk je kwami adorace, která je spojena se psím mirákulem. Díky ní se jeho vlastník může stát psím superhrdinou. Barkk propůjčuje svému vlastníkovi moc aportovat to čeho se dotkne míček. Kwami sídlí v náhrdelníku. Aktuálně se nachází u Sabriny. 

### Ziggy
Ziggy je kwami vášně, která je spojena s kozím mirákulem. Ž Díky ní se jeho vlastník může stát kozím superhrdinou. Ziggy propůjčuje svému vlastníkovi moc vytvářet jakékoli věci pomocí obrovským štětcem. Jeho majitelem je Nathaniel.  

### Stompp
Stompp je kwami odhodlání, který je spojen s býčím mirákulem. Díky němu se jeho vlastník může stát býčím superhrdinou. Stompp propůjčuje svému vlastníkovi moc odolnosti. Nachází se v piercingu a využívá jej Ivan.  

### Orikko
Orikko je kwami ambicí, která je spojena s kohoutím mirákulem. Díky ní se jeho vlastník může stát kohoutím superhrdinou. Orikko propůjčuje svému vlastníkovi moc vybrat si jakoukoliv superschopnost chce (např. neviditelnost, létání,...). Nachází se v náprstku, aktuálně se nachází u Marka.

### Gimmi
Gimmi je kwami reality, který je spojen(a) s beruščím a kocouřím mirákulem + kwamii Tikki a Plaggem. Aby ho daný vlastník vyvolal, musí nejdříve říct „Tikki, Plaggu, zjevte se mi!“ a potom „Gimmi, zjev se mi!“ , a pak k němu/ní vysloví své přání. Jenomže to má svou cenu, na kterou někdo jiný zaplatí životem. A navíc je to obětování celé rovnováhy vesmíru. Jeden příklad byl u Gabriela Agresta v díle "Recreation" (26.díl 5.série).

## Postavy Miraculous World

### New York: Spojení hrdinové
| Postava                                                | Dabing                   | Dabing                           | Dabing   | Dabing                                           |
| Postava                                                | Český                    | Francouzský                      | Japonský | Anglický                                         |
| ------------------------------------------------------ | ------------------------ | -------------------------------- | -------- | ------------------------------------------------ |
| Aeon / Údolí                                           | Klára Nováková           | Fily Keita                       |          | Kimberly Woods                                   |
| Alex Hirsch                                            |                          |                                  |          | Alex Hirsch                                      |
| Barbara Keynesová / Soví rytíř                         | Kristýna Jelínková       | Pauline Moingeon                 |          | Anairis QuinonesImari Williams (jako Soví rytíř) |
| Camilla Hombeeová / Vítězství                          | Jana Chymčák Páleníčková |                                  |          | Laura Stahl                                      |
| Dan / Hot Dog Dan                                      |                          |                                  |          | Kel Goff                                         |
| Dana Terrace                                           |                          |                                  |          | Dana Terrace                                     |
| Dean Gate / Vrátný                                     | Antonín Navrátil         | Jean-Yves Brignon                |          | Alejandro Saab                                   |
| Delmar                                                 |                          |                                  |          | Cedric Williams                                  |
| Gards                                                  |                          |                                  |          | Grant George                                     |
| Hologram Sock                                          |                          |                                  |          | Grant George                                     |
| Jessica Keynesová / Vrabec / Orel                      | Johana Krtičková         | Alan Aubert Carlin (jako Vrabec) |          | Jaimi GrayScott Whyte (jako Vrabec)              |
| Liiri                                                  |                          |                                  |          | Cedric Williams                                  |
| Mike Rochip / Technopirát / Technonizér / Miráklonizér |                          | Astro Kross                      |          | Kel Goff                                         |
| Monk                                                   |                          |                                  |          | Grant George                                     |
| Olympia Hill / Majestia                                |                          | Nathalie Bienaimé                |          | Anairis Quinones                                 |
| Soothingův hlas                                        |                          |                                  |          | Reba Buhr                                        |
| Steward                                                |                          |                                  |          | Dorothy Fahn                                     |

### Šanghaj: Legenda o dračí lady
| Postava                         | Dabing            | Dabing            | Dabing      | Dabing            |
| Postava                         | Český             | Francouzský       | Japonský    | Anglický          |
| ------------------------------- | ----------------- | ----------------- | ----------- | ----------------- |
| Cash / Král Cash                | Rudolf Kubík      | Fabrice Lelyon    | Tetsuya Oka | Caleb Yen         |
| Fei / Dračí lady / Medvědí lady | Mariana Franclová | Geneviève Doang   | Ami Naito   | Xanthe Kuynh      |
| Hou Hou                         |                   | Jérémy Prévost    |             | Brook Chalmers    |
| Long Long                       |                   | Martial Le Minoux |             | Christopher Smith |
| Mei Shi / Yan Woshi             |                   | Nicolas Justamon  |             | Mark Chan         |
| She She                         |                   | Marie Chevalot    |             | Carrie Keranen    |
| Tang Tang                       |                   | Fily Keita        |             | Mela Lee          |
| Wu Shifu                        |                   | Jérémy Prévost    |             | Aleks Le          |
| Xiong Xiong                     |                   | Jessie Lambotte   |             | Sabrina Weisz     |

### Brazilská superhrdinka
5. prosince 2018 brazilská televizní stanice Mundo Gloob oznámila, že se v seriálu objeví nová superhrdinka pocházející z Rio de Janeiro. Poprvé ji uvidíme ve speciálu "Miraculous Rio de Janeiro".

### Fei / Dračí lady
Ve specialu "Miraculous Shanghai" se objevila superhrdinka jménem Dračí lady (anglicky / francouzsky Lady Dragon) a její alter ego Fei.

### Lindalee Rose
Lindalee Rose je dětská reportérka, která by se měla objevit v neznámé webové sérii, kde bude zpovídat Berušku a Kocoura během akce.

### Sabinina matka
Matka Sabine Chengové a Marinettina babička z matčiny strany.

### Liiri
Liiri je kwami svobody, která je spojena s orlím mirákulem. Díky němu se jeho vlastník může stát orlím superhrdinou. Liiri propůjčuje svému vlastníkovi moc osvobodit lidi od svých slabin.

## Speciální hosté

### Harry Clown
31. srpna 2017 bylo na tiskové konferenci oznámeno, že se francouzský komik Dany Boon objeví ve druhé řadě, společně s Laurou Marano a Philippem Candelorem, to se ale nestalo. 6. srpna 2019 Wilfried Pain odhalil, že jeho postava i epizoda, v níž se měl objevit, byli zrušeny a Dany se tak v třetí řadě nikdy neobjeví. Ve videu je vidět i silueta francouzského basketbalisty Tonyho Parkera, toho ale také neuvidíme.

### Didier Roustan
14. dubna 2020 Thomas Astruc oznámil, že se chystá fotbalový speciál seriálu, ve kterém se objeví speciální host. Dodal také, že nosí "nejlepší košile na světě".

### Philippe
V dílu "Ledař" (Frozer / Le Patineur) z druhé řady se představil francouzský krasobluslař Philippe Candeloro, který propujčil hlas animované verzi sebe sama. Philippe se také objevil ve finále druhé řady a v dílu "Christmaster" (Maître Noël) ze třetí řady.

### Sarah
V dílu "Mim" (The Mime / Le Mime) z první řady se objevila francouzská herečka a režisérka Josiane Balasko, která ztvárnila samou sebe, tedy Josiane. V mezinárodních verzích byla její postava přejmenována na Sarah.

### Thomas Astruc
V dílu "Animistr" (Animaestro) ze třetí řady se objevil samotný tvůrce seriálu Thomas Astruc, který je i režisérem a scenáristem seriálu. Jeho postava se původně měla objevit už ve druhé řadě. Thomas už v seriálu menší cameo roli dříve měl. A to ve francouzské verzi dílu "Hráč" (Gamer / Le Gamer) z první řady, kde propujčil svůj hlas hlavnímu menu video hry.

## Cameo role

### Jun Violet
V dílu "Sýček" (The Dark Owl / Le Hibou Noir) z druhé řady francouzský režisér Jun Violet propujčil svůj obličej akumatizované verzi počítače jménem Albert.

### Wilfried Pain
V seriálu měl cameo roli také francouzský režisér Wilfried "Winny" Pain. V dílu "Sapotci" (Sapotis) ze druhé řady propujčil svůj hlas některým Sapotcům.